# روبرتو تشياسيج
روبرتو تشياسيج (بالإيطالية: Roberto Chiacig)‏ مواليد 1 ديسمبر 1974 في تشفيدالي ديل فريولي، إيطاليا، هو لاعب كرة سلة إيطالي ويحمل الرقم 41. مثّل منتخب بلاده. شارك في مسابقة كرة السلة في الألعاب الأولمبية الصيفية.

## فرق لعب لها
- بالاكانسترو ريجيانا
- فالنسيا باسكت
- فيرتوس روما

## الميداليات
| الميدالية | المسابقة                         |
| --------- | -------------------------------- |
| فضية      | الألعاب الأولمبية الصيفية 2004   |
| ذهبية     | بطولة أمم أوروبا لكرة السلة 1999 |
| برونزية   | بطولة أمم أوروبا لكرة السلة 2003 |

## روابط خارجية
- روبرتو تشياسيج على موقع الاتحاد الدولي لكرة السلة (الإنجليزية)
- روبرتو تشياسيج على موقع الدوري الأوروبي لكرة السلة (الإنجليزية)
- روبرتو تشياسيج على موقع الدوري الإسباني لكرة السلة (الإسبانية)
- روبرتو تشياسيج على موقع كرة السلة الأوروبية.كوم (الإنجليزية)
- روبرتو تشياسيج على موقع ريلجم (الإنجليزية)
- روبرتو تشياسيج على موقع بروبوليرز (الإنجليزية)
- روبرتو تشياسيج على موقع سبورتس رفرنس (الإنجليزية)
- روبرتو تشياسيج على موقع أوليمبيديا (الإنجليزية)
- روبرتو تشياسيج على موقع اللجنة الأولمبية الإيطالية (الإيطالية)